# 大阪府北河内府民センター

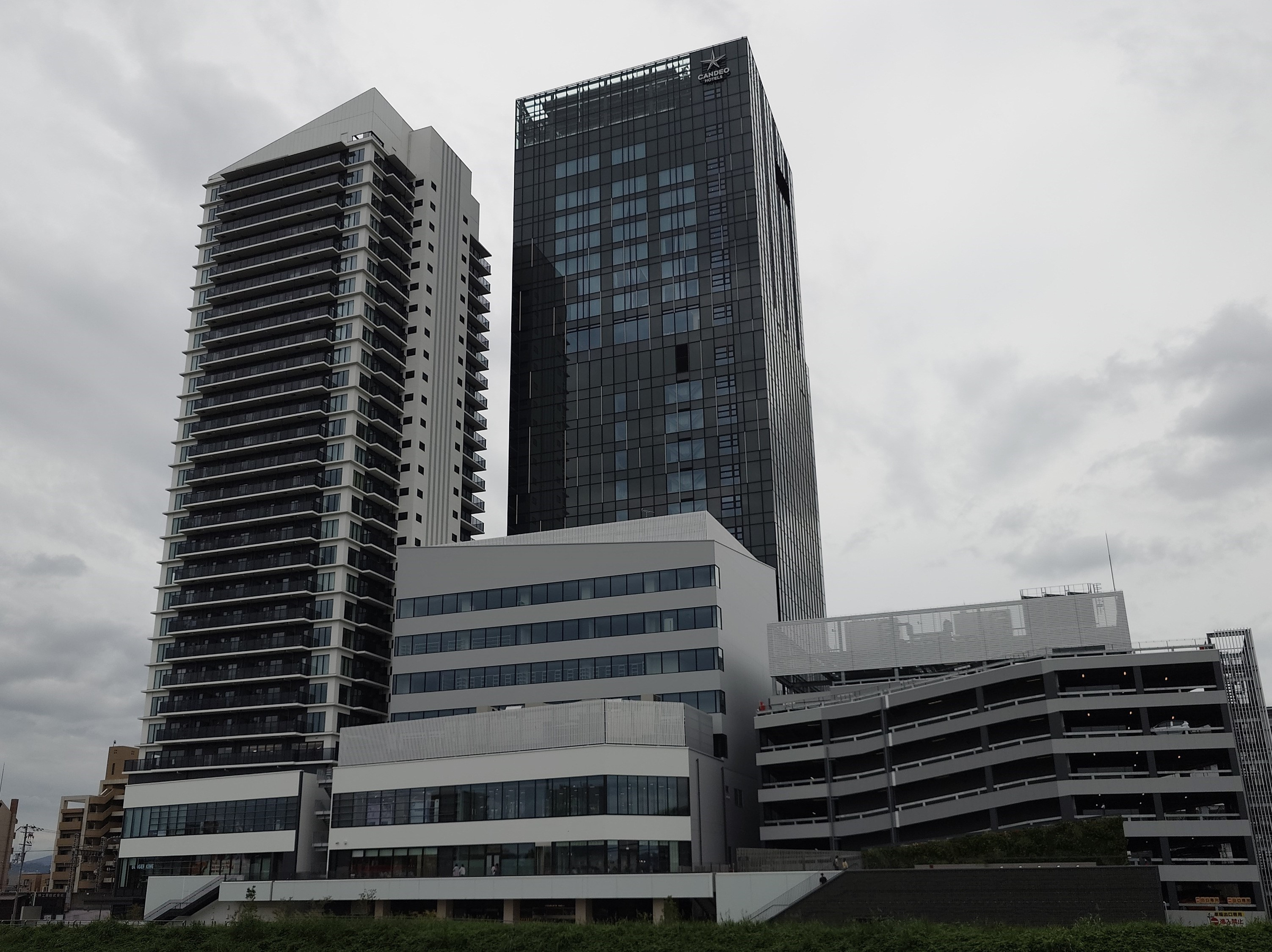
大阪府北河内府民センターがあるステーションヒル枚方

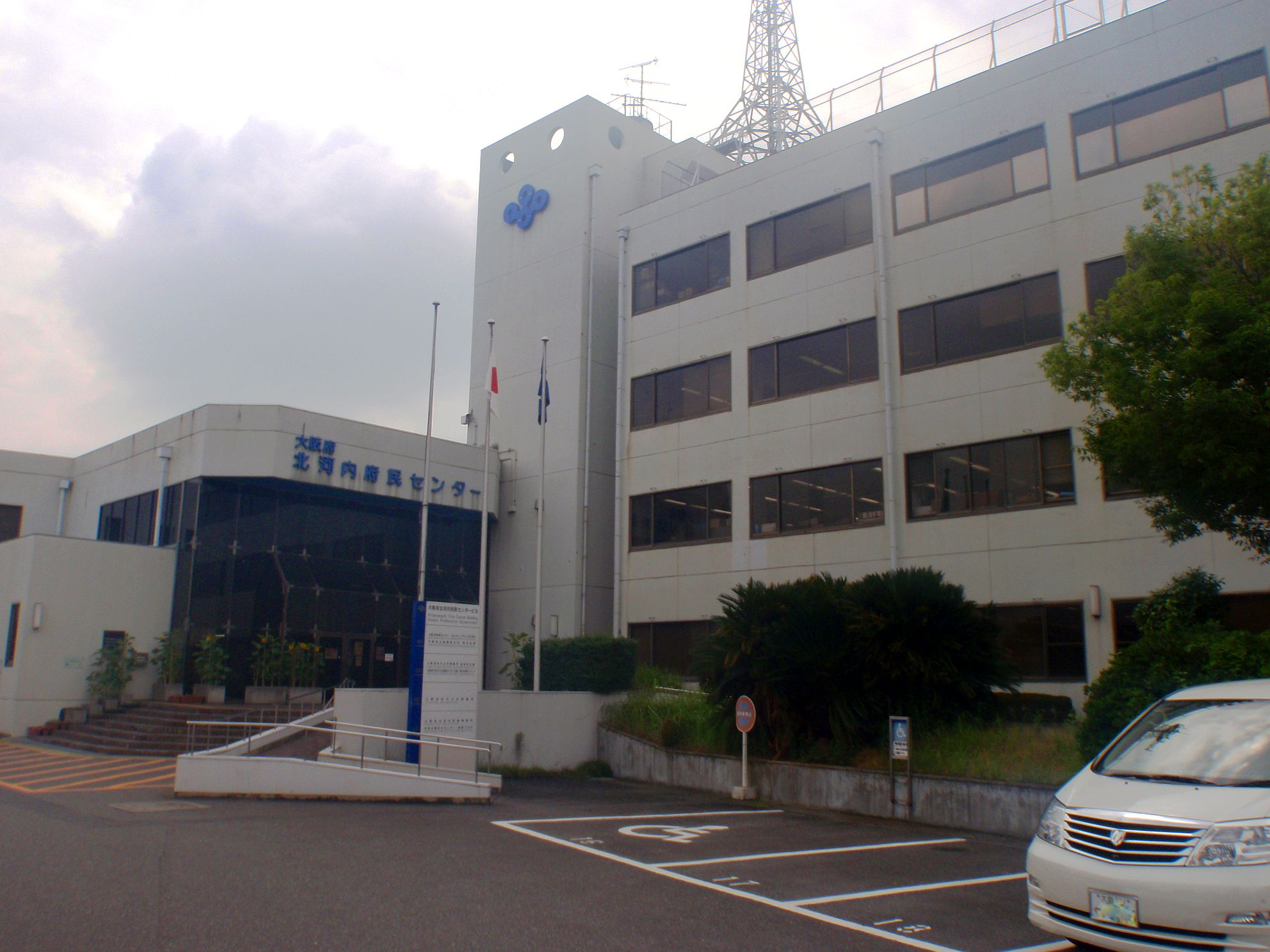
旧施設

大阪府北河内府民センター（おおさかふきたかわちふみんセンター）は、大阪府枚方市岡東町19-1 ステーションヒル枚方オフィスB 6 - 9階に所在する、大阪府の行政施設で、令和6（2024）年11月5日付けで同市大垣内町2丁目15-1から移転している。

## 概要
窓口業務など地域ごとに行ったほうが効率のよい業務を担当する出先機関が入居している。

### 入居する主な出先機関
- 北河内府税事務所
- 枚方土木事務所

他に大阪府土地開発公社枚方支所も入居している。

### 入居しない出先機関
- 守口保健所 - 守口市京阪本通2丁目5-5（守口市役所8階）に所在
- 四條畷保健所 - 四條畷市江瀬美町1-16に所在

かつては枚方保健所（枚方市大垣内町2丁目2-2）と寝屋川保健所（寝屋川市八坂町28-3）が所在したが、中核市化に伴い市が設置する保健所に移行。

## 管轄市町村
- 大阪府北河内地域にあたる下記の7市。
  - 守口市
  - 枚方市
  - 寝屋川市
  - 大東市
  - 門真市
  - 四條畷市
  - 交野市